# アルピーの福島あるある認定委員会
『アルピーの福島あるある認定委員会』（アルピーのふくしまあるあるにんていいいんかい）は、福島テレビで2022年4月30日から放送されているバラエティ番組。アルコ&ピースの冠番組。

## 概要
アルコ&ピースとともに、「福島人はお土産にオロナミンCを渡す」といった、巷で言われる「福島あるある」を検証していく番組。
福島県内で取材した検証VTRや、福島県出身のアルコ&ピース平子のプレゼン、テーマに関連するデータの紹介などを受けて、福島テレビのキャラクター『ふくたん』が、認定か見送りかをジャッジする。
様々な物事と強引に関連付けて認定に持っていこうとする平子と、すぐ認定したがる『ふくたん』に対し、平子の相方で神奈川県出身の酒井は、県外出身者代表として否定的な意見を述べるスタンスを取っている。
2022年9月現在、TVerなどでの見逃し配信はされておらず、福島県外での認知度は低い。平子は番組内で「『サクマ＆ピース』（福島中央テレビ）の反響はあるがこの番組の反響は聞かない」と語っていた。しかし福島県内での視聴率は好調で、総合演出・大野のインスタグラム投稿（2022年8月24日）によると、同時間帯2位の視聴率を獲得。さらに2023年3月18日の放送のオープニングでは、1月の「松本さんだらけ」の地域を調査した回が並び1位の視聴率を獲得したことがスタッフから告げられた。
『佐久間宣行のオールナイトニッポンゼロ』（ニッポン放送）の2022年9月7日放送回において、佐久間がこの番組の存在に触れ、平子がいつの間にか『サクマ＆ピース』以外の福島ローカルの冠番組を始めていたことに驚いていた。
2024年4月20日放送回よりTVerでの見逃し配信が開始され、最新回や過去の傑作選が全国から視聴可能となった。

## コーナー

### 目指せ！NEXT福島あるある
2022年9月24日放送分から開始されたミニコーナー。視聴者が提案するあるあるについて、アルコ＆ピースとスタジオの福島県人ゲストが、将来的に福島あるあるになりそうか判定する。
提案者
- 2022年9月24日 - 福島ゆか（東北応援プロジェクト・けっぱって東北）

### 福島"いにしえ"あるある
2022年10月29日放送分から開始されたコーナー。福島に古くから根づいてきた貴重な言葉や習慣を、後世に受け継ぐべきかを判定する。VTRでは、地元の人が政見放送風にプレゼンを行う。

### 福島59市町村 あるある制覇プロジェクト
2023年3月18日放送分から開始。初回はいわき市を取り上げた。地元の人から募集したあるあるを紹介し、その中から酒井・平子がそれぞれ認定候補のあるあるを選択。ふくたんがどちらかを選ぶ。

## スタッフ
- 構成：平和紘、藤原ちぼり
- 演出：成田武拓ほか【月替り】※成田はアルコ＆ピースの公式YouTube『アルピーチャンネル』も担当している。
- 総合演出：大野寿之
- プロデューサー：小林有衣子
- チーフプロデューサー：斎藤宏一

- 制作協力：イースト・ファクトリー
- 制作著作：福島テレビ

※アルコ&ピース酒井が出演している『OH!舞DA PUMP!! エボリューション』のスタッフが多く関わっている。